# TT315
La tumba tebana TT 315 se encuentra en Deir el-Bahari, en el Valle de los Nobles de la necrópolis tebana, situada en la orilla occidental del Nilo frente a Luxor, Egipto.
La tumba es el lugar de enterramiento de Ipi ('Ipí), gobernador de la ciudad, chaty (ṯȝty)  y juez durante el reinado de Mentuhotep II (XI dinastía).
El egiptólogo James Peter Allen cuestiona la datación de la vida de Ipi, quien cree que lo más probable es que haya vivido a principios de la XII dinastía.

## Excavaciones
Fue excavada por el equipo del Museo Metropolitano de Arte en 1921-1922, dirigido por el egiptólogo norteamericano Herbert E. Winlock. Las excavaciones más recientes están siendo realizadas desde 2016 por la misión del Middle Kingdom Theban Project, hoy dirigido por el egiptólogo español Antonio Morales.

## Descripción
La tumba está situada en la colina norte de la necrópolis de Deir el-Bahari, donde están enterrados otros altos oficiales de Mentuhotep II, con vistas al complejo de la tumba de este faraón. Consta de un gran patio, un corredor, una capilla de culto y una cámara funeraria.
En el patio, de alrededor de 100 metros, ubicado frente a la entrada de la tumba de Ipi, se descubrió un depósito de momificación y la pequeña tumba subsidiaria de Meseh, donde se encontraron los papiros de Hekanajt, escritos por un propietario de tierras tebano, con los que mantenía correspondencia con su familia. 
Se ha encontrado la mayor colección de material de momificación del Imperio Medio en un pozo de 1,5 metros, lo que ha facilitado entender su proceso a través de largas tiras de lino impregnados de resinas, aceites, natrón o sangre.
El corredor y la capilla se encontraron sin decoración y solo la cámara funeraria tenía decoraciones pintadas, textos religiosos y los títulos y el nombre de Ipi en sus paredes.
La cámara funeraria albergaba un sarcófago de caliza, de 3 metros, hundido bajo el suelo, para esconderlo de la vista. En la base del sarcófago se encuentran textos de las pirámides y de los sarcófagos, también en la base.
En otra sala se encontraron alrededor de sesenta recipientes y una mesa de embalsamamiento, probablemente para la momia de Ipi.

## Ipi
El propietario de la tumba es Ipi, que debió ejercer sus cargos bajo los reinados de Mentuhotep II y Amenemhat I. Tuvo muchos títulos, encontrados en su tumba y sarcófago, además de en un ataúd, hoy en una colección privada, donde aparece su cargo más importante, el de chaty.
Entre sus otros títulos, destacan el de tesorero, supervisor de la casa, supervisor de la gran casa, portador del sello real, supervisor de la ciudad, amigo único, supervisor de los seis grandes recintos, juez confidente y escriba del archivo. Como tesorero y supervisor de la casa, probablemente fue el sucesor de Meketra.